# Laura Petersen
Laura Lillholm Petersen (født 12. marts 2000) er en kvindelig dansk fodboldspiller, der spiller i forsvaret for FC Nordsjællands kvindehold i Gjensidige kvindeliga og har tidligere optrådt på både U/17- og U/19-landsholdet. Hun har tidligere spillet for Odense Q i 3F Ligaen og Herlufsholm GF.

## Meritter
- DBUs Landspokalturnering for kvinder:
  - Vinder: 2020
- Elitedivisionen:
  - Bronze: 2020